# ヨハン・ゴットフリート・ヴァルター
ヨハン・ゴットフリート・ヴァルター（Johann Gottfried Walther, 1684年9月18日 - 1748年3月23日）は、ドイツ後期バロック音楽の作曲家・オルガニスト。音楽理論家としても活躍し、音楽事典の編集・執筆を行なった。バッハの同時代人であっただけでなく、バッハの従兄でもあった。

## 人物
『音楽事典Musicalisches Lexicon 』（初版1732年、ライプツィヒ）の編集者として有名。音楽用語についてドイツ語で書かれた最初の事典であっただけでなく、18世紀初頭までに活躍した作曲家や演奏家について、伝記体で情報が載せられている。手短に言えば、ヴァルターの『音楽事典』Iは、3000以上の項目が定義された、浩瀚な事典である。この編集に当たっては、明らかに250以上の個別の文献が利用され、ルネサンス音楽や初期バロック音楽に関する理論的な論文も資料に含まれている。この著作に参照された最も重要な文献を挙げるとすれば、優に200回は言及されたヨハン・マッテゾンの著作群である。
ヴァルターは、バッハとともに同時代のイタリア音楽を鍵盤楽器のために編曲したほか、オルガン曲をいくつか遺した。